# Bruno Holzträger
Bruno Holzträger (n. 29 iulie 1916, Mediaș, Austro-Ungaria – d. 15 noiembrie 1978, Mediaș) a fost un handbalist de etnie germană care a jucat pentru echipa națională a României. Holzträger a fost component al selecționatei în 11 jucători a României care s-a clasat pe locul al șaselea la Olimpiada din 1936, găzduită de Germania. El a jucat în meciul pentru locurile 5-6, câștigat de România.
Bruno Holzträger a fost component de bază al clubului Mediascher Turnverein (Societatea de Gimnastică Mediaș) din Mediaș.